# Fauna da África

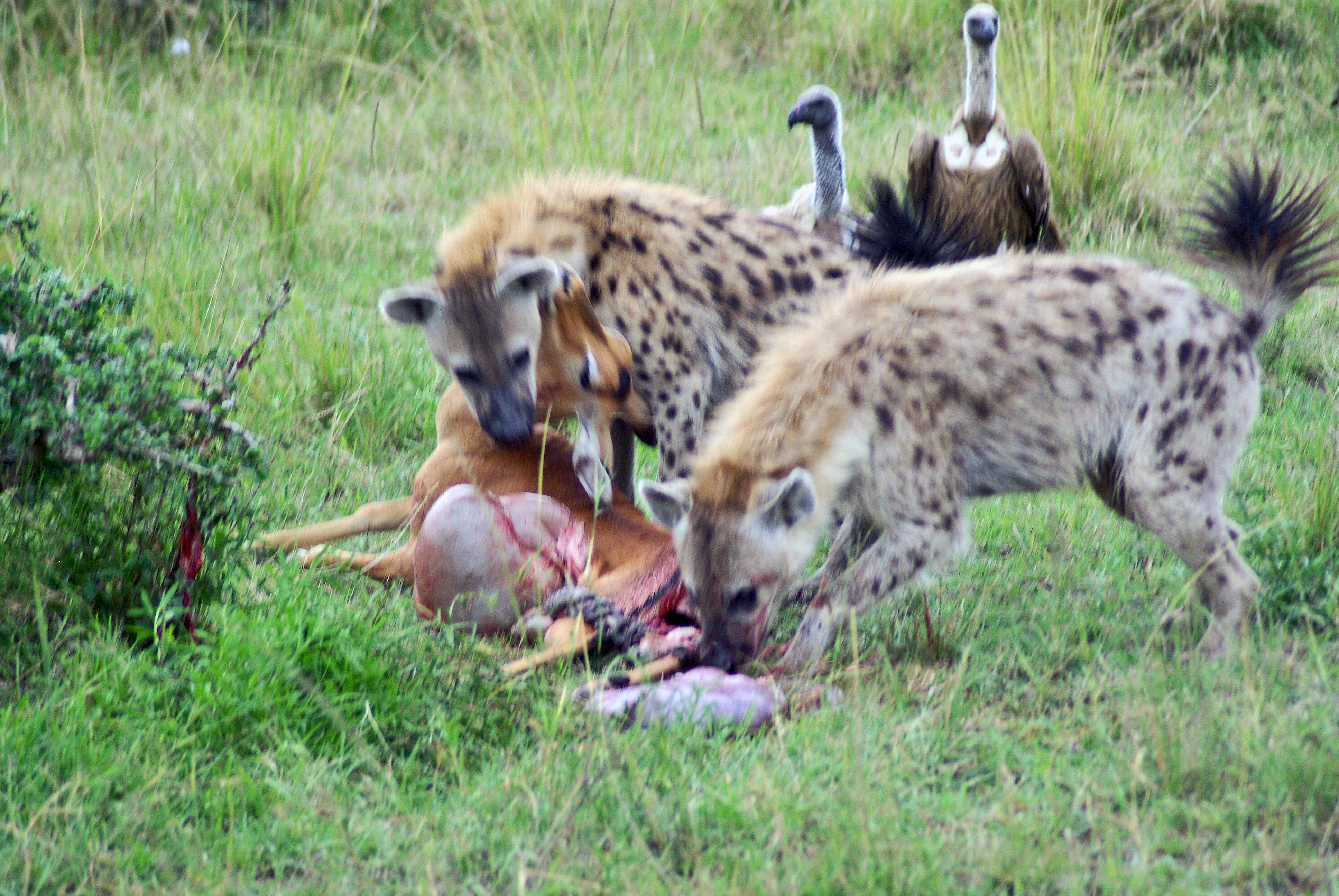
Hienas pintadas na carcaça de um Impala que eles haviam roubado de um Guepardo em Masai Mara National Park, Quénia.

Fauna da África, em seu sentido mais amplo, é de todos os animais que vivem no continente africano e seus mares adjacentes e ilhas. A fauna africana mais caracterizada é encontrada na região afro-tropical - anteriormente chamado etíope (a África subsariana).
Considerando que os primeiros vestígios de vida no registro fóssil da África data para os primeiros tempos, a formação de fauna africana, como a conhecemos hoje, começou com a divisão do supercontinente de Gondwana, em meados da era Mesozoica.
Durante o início Terciário, a África era coberta por uma vasta floresta sempre verde. No Plioceno o clima tornou-se seco e maior parte da floresta foi destruída, os animais da floresta se refugiam nas ilhas de florestas remanescentes.
Alguns dos animais de lá são: 
Camaleão, girafa e leopardos.

## Biodiversidade
A África, onde os seres humanos se originaram, mostra muito menos evidências de perda na extinção megafaunal do Pleistoceno, talvez porque a coevolução de animais de grande porte ao lado de humanos primitivos tenha fornecido tempo suficiente para que esses desenvolvessem defesas eficazes.  Sua localização nos trópicos também a poupou das glaciações do Pleistoceno e o clima não mudou muito.
Há grandes lacunas de conhecimento humano sobre invertebrados africanos. África Oriental tem uma fauna de ricos corais, com cerca de 400 espécies conhecidas. Mais de 400 espécies de equinodermos e 500 espécies de Ectoproctos vivem lá também, bem como um especies de Cubozoa (Carybdea alata) De nematoides, o Onchocerca volvulus, Necator americanus, Wuchereria bancrofti e Dracunculus medinensis são parasitas humanos. Algumas importantes de plantas parasitas nematodes de colheitas os poucos Onychophora Peripatus, Peripatopsis e Opisthopatus vivem na África.
Cerca de 100 mil espécies de insetos foram descritas a partir de sub-saariana, mas há muito poucas visões da fauna como um todo (estima-se que os insetos africanos fazem cerca de 10-20% das riquezas de espécies de insetos globais, e cerca de 15% das descrições de novas espécies vêm de trópicos africanos). A única ordem de insetos endêmica africano é Mantophasmatodea.[carece de fontes?].
Cerca de 875 espécies africanas de libélulas foram registrados.
A África é o continente mais rico de peixes de água doce, com cerca de 3000 espécies.
Os lugares mais ricos em espécies de camaleões é Madagascar[carece de fontes?] As cobras encontradas na África são a Pythonidae (Pitão), Typhlopidae (Typhlops) e Leptotyphlopidae (Leptotyphlops, Rhinoleptus).[carece de fontes?].
Lá vivem (temporariamente ou permanentemente) mais de 2600 aves de espécies em África (cerca de 1500 deles são passeriformes). Alguns deles são 114 espécies ameaçadas de extinção.